# Kozure Ōkami: Kowokashi udekashi tsukamatsuru
Kozure Ōkami: Kowokashi udekashi tsukamatsuru es una película de samuráis de 1972 dirigida por Kenji Misumi y protagonizada por Tomisaburo Wakayama. Está basada en el manga El lobo solitario y su cachorro, siendo la primera de una serie de seis películas. Su título en inglés es Lone Wolf and Cub: Sword of Vengeance.

## Trama
Ambientada en Japón durante un año no especificado del período Edo, la historia es protagonizada por Ogami Ittō, un antiguo verdugo (o Kogi Kaishakunin) del shogunato que recorre diversos pueblos acompañado de su hijo Daigoro, de tres años de edad, a quien lleva en un coche de niño. El hombre lleva consigo un cartel donde ofrece en arrendamiento sus habilidades para la espada. Mientras camina cerca de una aldea, el hombre es sorprendido por una mujer que saca a Daigoro del coche e intenta darle de amamantar. El niño se niega, pero tras ver que su padre lo permite, comienza a beber la leche. La madre de la mujer le explica a Ittō que perdió a su hijo y desde entonces ha sufrido problemas mentales que le impiden diferenciarlo de otros niños. Cuando la madre de la mujer le intenta pagar por las molestias, el ronin se niega y le dice que de todas maneras su hijo estaba hambriento.
Mientras camina bajo la lluvia, Ittō comienza a recordar la muerte de su esposa y familia, quienes fueron asesinados por un grupo de samurái meses atrás. Aunque el crimen parecía ser una venganza por uno de los trabajos que Ittō había hecho como verdugo, posteriormente el ronin se entera de que fue un plan de un inspector llamado Bizen y del clan Ura-Yagyū para culparlo de traición y apoderarse de su cargo. Luego de lo ocurrido, Ittō jura vengarse de ellos.
Tras el flashback, Ittō acepta la oferta de trabajo de un chambelán, quien le pide asesinar al jefe de un clan rival y a sus hombres, dado que son una amenaza para su propio clan. El chambelán prueba las habilidades de Ittō enviando a dos de sus hombres a atacarlo por la espalda, pero el ronin logra vencerlos. Al día siguiente, mientras Ittō y Daigoro se dirigen al lugar donde está el jefe del clan rival, el ronin vuelve a tener un flashback, recordando esta vez que tras la muerte de su esposa le dio a elegir a su hijo dos opciones: seguirlo en su nueva vida como asesino, o morir y estar junto a su madre. Daigoro escogió la espada, que representaba la primera opción.
Al llegar a su destino, Ittō descubre que el jefe del clan rival ha contratado a un grupo de ronin y se ha apoderado de una aldea. El hombre es obligado a entregar su espada y es tomado como rehén. Posteriormente, los ronin obligan a Ittō a tener sexo con una prostituta de la aldea frente a todos los presentes, amenazando con matarla si no lo hacía.
Al día siguiente, mientras los ronin se alistan para dejar la aldea, Ittō se enfrenta a ellos con una lanza que escondía en el coche de Daigoro. Aunque es superado en número, el hombre logra derrotarlos a todos, incluido el jefe del clan rival. Tras el enfrentamiento el ronin deja la aldea, pero la prostituta intenta seguirlo. Ittō impide esto amenazando con cortar las cuerdas del puente colgante que estaban cruzando, ante lo cual la mujer desiste de su plan. La película termina con el ronin y su hijo continuando solos su viaje.

## Reparto
| Actor               | Personaje           |
| ------------------- | ------------------- |
| Tomisaburo Wakayama | Ogami Ittō          |
| Akihiro Tomikawa    | Daigoro             |
| Tomoko Mayama       | Osen, la prostituta |
| Taketoshi Naito     | Bizen               |
| Reiko Kasahara      | Asami               |
| Tokio Oki           | Yagyū Retsudo       |
| Shigeru Tsuyuguchi  | Matsuki Junai       |

## Otras versiones
Las dos primeras películas de la serie fueron editadas y combinadas en un nuevo filme para Estados Unidos, el cual fue titulado Shogun Assassin.